# Liste der Bodendenkmale in Kirchbrak
In der Liste der Bodendenkmale in Kirchbrak sind die Bodendenkmale der niedersächsischen Gemeinde Kirchbrak aufgeführt. Die Quelle ist der Denkmalatlas Niedersachsen. 

Kirchbrak im Landkreis Holzminden

Der Stand der Liste ist der 30. Januar 2025.

## Allgemein
In den Spalten finden sich folgende Informationen des Bodendenkmales:
| Lage         | geographische Koordinaten                                                           |
| Bezeichnung  | Bezeichnung lt. Denkmalatlas                                                        |
| Beschreibung | Beschreibung lt. Denkmalatlas                                                       |
| ID           | Objekt-ID                                                                           |
| Bild         | Bild, ggf. zusätzlich mit Link zu weiteren Fotos im Medienarchiv Wikimedia Commons. |

## Kirchbrak
| Lage                        | Bezeichnung            | Beschreibung | ID       | Bild |
| --------------------------- | ---------------------- | --- | -------- | ---- |
| 51° 56′ 23″ N, 9° 34′ 47″ O | Kirchbrak 6, Glashütte | Auf einer Fläche von ca. 50 × 50 m wurden Überreste einer Glashütte aus mehreren Hügeln und Ofenanlagen, H. bis 1,0 m, festgestellt. Die Hügel sind umgeben von kleineren planierten Flächen. Im gesamten Areal finden sich Verhüttungsreste. | 28903058 | BW   |

### Heinrichshagen
| Lage                        | Bezeichnung                 | Beschreibung | ID       | Bild |
| --------------------------- | --------------------------- | --- | -------- | ---- |
| 51° 55′ 57″ N, 9° 33′ 59″ O | Heinrichshagen 2, Glashütte | Reste der Anlage sind in Form von 3 Erdhügeln mit je ca. 6 m Durchmesser und bis max. 0,8 m Höhe im Waldgelände erhalten. An der Oberfläche liegen Schlackenreste. | 28968292 | BW   |
| 51° 56′ 11″ N, 9° 33′ 28″ O | Heinrichshagen 3, Glashütte | Glashüttenstelle mit kleiner Erhebung (Dm. 4 m; H. 0,2 m). An nach SO geneigten Hang zum Bach mit Scherben und Schlackenresten im Umfeld.                          | 28968293 | BW   |